# Kahuzi-Biega
Kahuzi-Biega je národní park v Demokratické republice Kongo poblíž západní strany jezera Kivu při hranicích s Rwandou. Park je domovem jedněch z posledně volně žijících goril východních, jejichž počet se odhaduje na několik set.
V roce 1980 byl park zařazen na seznam světového dědictví UNESCO, od roku 1997 je i na seznamu světového dědictví v ohrožení.